# Sandra den Hamer
Sandra den Hamer (Bergen op Zoom, 10 juni 1959) is een bestuurder binnen de filmwereld.
Ze kreeg haar jeugdopleiding aan het gymnasium (beta-kant) in Steenwijk (1971-1977). Ze had daar ook een baantje; ze scheurde kaartjes in het plaatselijk theater. Daarna ging se studeren aan de Universiteit van Groningen faculteit Nederlandse taal- en letterkunde (1978-1981). Vanaf 1981 studeerde ze Theater- en filmwetenschappen aan de Universiteit van Utrecht (1981-1984).
Al voor het einde van die laatste studie was ze betrokken bij het Holland Festival (1983-1984). In dat eerste jaar was ze tevens betrokken bij het Nederlands Film Festival hetgeen ze tot 1986 zou zijn. Parallel daaraan was ze coördinator van Holland Film Promotion bij het Filmfestival van Cannes en Filmfestival van Berlijn. Ze was ook coördinator CineMart bij het International Film Festival Rotterdam (1985-1988). In diezelfde periode was ze coördinator van het Hubert Bals Fonds bij dat festival (1985-1990). In de periode 1992 tot 1996 was ze adjunct-directeur van dat festival, van 1996 tot 2007 directeur, een functie die ze tot 2003 deelde met Simon Field.
In 2007 verhuisde ze beroepsmatig naar Amsterdam. Ze werd directeur van het Nederlands Filmmuseum in het Vondelpark. In 2012 verhuisde ze mee naar wat na een aantal naamswijzigingen Eye Filmmuseum werd aan het IJ. In 2013 verhuisde ze ook in de gezinssituatie naar Amsterdam. Ze werd in 2015 geprezen door een toekenning van een Gouden Kalf voor de Filmcultuur. In 2021 geeft ze leiding aan 130 medewerkers. Ze voert dan het beheer over 50.000 films etc.
Op 7 februari 2023 nam zijn afscheid van Eye en werd daarbij benoemd tot officier in de Orde van Oranje-Nassau vanwege haar "bijdrage aan het cultureel erfgoed van Nederland" aldus locoburgemeester Touria Meliani. Ze werd opgevolgd door Bregtje van der Haak.